# Estación Mercedes (Chile)
Mercedes es una antigua estación ferroviaria ubicada en la localidad de Mercedes, comuna de Talca, Región del Maule, Chile. Inaugurada en 1900, fue declarada Monumento Nacional de Chile, en la categoría de Monumento Histórico, mediante el Decreto n.º 98, del 5 de febrero de 2010.

## Historia
Formó parte del ramal Talca-Mariposas que funcionó entre los años 1900 y 1975, y que permitió conectar las localidades de la cordillera con la ciudad de Talca, con dos itinerarios de salida y regreso por día.
El año 2005 la estación fue restaurada y convertida en el centro comunitario de la localidad.

## Descripción
Construida en madera de roble con revestimiento de madera de pino Oregón, se compone de un volumen con cubierta a dos aguas que genera dos corredores cubiertos.